# İbrahim Kaypakkaya
İbrahim Kaypakkaya   (Karakaya, 1949 - Pazarcık, 18 de maig de 1973) va ser un polític revolucionari turc, membre del prosoviètic Partit Revolucionari dels Obrers i Camperols de Turquia (TİİKP). Alineat amb la Xina durant la ruptura sinosoviètica, va abandonar el TİİKP per a fundar el Partit Comunista de Turquia/Marxista-Leninista (TKP/ML), d'orientació maoista, i el seu braç armat, l'Exèrcit d'Alliberament dels Obrers i Camperols de Turquia (TİKKO). Capturat després d'un tiroteig amb forces de seguretat de l'Estat turc, va ser traslladat a la presó de Diyarbakır. Segons les autoritats militars es va suïcidar a la presó. Algunes fonts afirmen que va ser torturat durant tres mesos i finalment assassinat amb un tret al cap el 18 de maig de 1973, a la presó.

## Pensament
El pensament d'İbrahim Kaypakkaya és part del moviment maoista. Així, l'estratègia liderada pel TİKKO (braç armat del TKP/ML) reprèn la idea desenvolupada per Mao Zedong d'una «guerra popular» dirigida pel partit comunista per mitjà de «bases roges», és a dir, àrees alliberades per la guerra de guerrilles.
İbrahim Kaypakkaya també va eleborar escrits sobre la qüestió nacional kurda i considerava el kemalisme una ideologia feixista. Si bé la seva ideologia és considerada maoista, algunes organitzacions de tendència pro-albanesa com el Partit Comunista de Turquia/Marxista-Leninista - Hareketi (TKP/ML-Hareketi) i el Partit Comunista de Turquia/Marxista-Leninista (Nova Organització Creixent) TKP/ML (YİÖ), tenien i tenen com a referent İbrahim Kaypakkaya.
Cafer Atan, un mestre jubilat, que suposadament va delatar Kaypakkaya a la policia rural paramilitar (Jandarma) 23 anys abans, va ser assassinat a trets a casa seva, a Sarıgazi, Istanbul, l'any 2000, per dos desconeguts davant de la seva dona i dues filles. Els desconeguts van declarar que el matarien per ser un confident sense fer cas als seus precs de no fer-ho davant de la seva família.